# Troy Douglas
Troy Douglas (* 30. November 1962 auf Paget Island) ist ein ehemaliger Leichtathlet, der sich auf den Sprint spezialisiert hatte.

## Leben
Douglas nahm für Bermuda an den Olympischen Sommerspielen 1988, 1992 und 1996 teil. Er erreichte dabei jeweils das Halbfinale im 200- (1996) und 400-Meter-Lauf (1992 und 1996).
Bei den Hallenweltmeisterschaften 1995 in Barcelona feierte er mit dem Gewinn der Silbermedaille im 200-Meter-Lauf (20,94 Sekunden) seinen größten Erfolg als Einzelstarter. Douglas musste sich dabei nur dem Norweger Geir Moen (20,58 s) geschlagen geben.
Nach dem Wechsel der Staatsangehörigkeit ging Douglas Ende der 1990er Jahre für die Niederlande an den Start. Bei den Europameisterschaften 1998 in Budapest verpasste er den dritten Rang nur hauchdünn, als er zeitgleich mit dem Briten Julian Golding ins Ziel kam und dieser die Bronzemedaille nur aufgrund des Zielfotos zugesprochen bekam. Douglas protestierte anschließend zu heftig gegen den Zielfotoentscheid und wurde dafür disqualifiziert.
Vor den Weltmeisterschaften 1999 wurde bei Douglas in einer Dopingprobe das anabole Steroid Nandrolon nachgewiesen, weswegen er für zwei Jahre gesperrt wurde.
Gemeinsam mit Timothy Beck, Patrick van Balkom und Caimin Douglas gewann Douglas in 38,87 Sekunden die Bronzemedaille in der 4-mal-100-Meter-Staffel bei den Weltmeisterschaften 2003 hinter den Teams der USA und Brasiliens. Bei den Olympischen Sommerspielen 2004 schied die in gleicher Besetzung antretende niederländische Staffel wegen eines Wechselfehlers im Vorlauf aus.
2003 stellte Douglas zwei Weltrekorde in der Altersklasse M40 (40–45 Jahre) auf. Er beendete 2004 seine Laufbahn.
Bei einer Körpergröße von 1,73 Metern betrug sein Wettkampfgewicht 71 kg. Nach seiner Karriere war er in Den Haag als Leichtathletiktrainer und Radiomoderator tätig.

## Bestzeiten
- Freiluft
  - 100-Meter-Lauf – 10,19 s (2001)
  - 200-Meter-Lauf – 20,19 s (2001)
  - 400-Meter-Lauf – 45,26 s (1996)

- Halle
  - 60-Meter-Lauf – 6,70 s (1999)
  - 200-Meter-Lauf – 20,77 s (1997)
  - 400-Meter-Lauf – 47,15 s (1994)

- Seniorenweltrekorde (M40)
  - 100-Meter-Lauf – 10,42 s (2003)
  - 200-Meter-Lauf – 20,64 s (2003)